# Muchas Gracias: The Best of Kyuss
Muchas Gracias: The Best of Kyuss is het laatste album van de Amerikaanse stonerrock/metalband Kyuss dat werd uitgegeven in 2000. Het is een album met hun grootste hits, een aantal live nummers en nieuwe 6 nummers.
De nummers Gardenia, Thumb, Conan Troutman en Freedom Run zijn live opgenomen op 24 mei 1994 in Hamburg. Dit is het enige materiaal wat live is opgenomen voor de band.

## Tracklist
| Nr. | Titel                              | Muziek                          | duur | Origineel                     |
| --- | ---------------------------------- | ------------------------------- | ---- | ----------------------------- |
| 1   | Un Sandpiper                       | (Homme/Garcia/Hernandez/Reeder) | 8:14 | Gardenia (single)             |
| 2   | Shine!                             | Reeder                          | 5:58 | Shine! (single)               |
| 3   | 50 Million Year Trip (Downside Up) | Bjork                           | 5:52 | Blues for the Red Sun         |
| 4   | Mudfly                             | Homme                           | 2:26 | One Inch Man (single)         |
| 5   | Demon Cleaner                      | Homme                           | 5:05 | Welcome to Sky Valley         |
| 6   | A Day Early and a Dollar Extra     | Homme                           | 2:16 | One Inch Man (single)         |
| 7   | I'm Not                            | Homme/Garcia                    | 4:37 | Wretch                        |
| 8   | Hurricane                          | Homme/Garcia                    | 2:32 | ...And the Circus Leaves Town |
| 9   | Flip the Phase                     | Homme                           | 2:18 | One Inch Man (single)         |
| 10  | Fatso Forgotso                     | Reeder                          | 8:30 | Into the Void (single)        |
| 11  | El Rodeo                           | Homme/Garcia                    | 5:30 | ...And the Circus Leaves Town |
| 12  | Gardenia (live)                    | Bjork                           | 6:45 | Live at the Marquee-Club      |
| 13  | Thumb ( live)                      | Bjork/Homme                     | 4:41 | Live at the Marquee-Club      |
| 14  | Conan Troutman (live)              | Homme                           | 2:14 | Live at the Marquee-Club      |
| 15  | Freedom Run (live)                 | Bjork/Homme                     | 8:10 | Live at the Marquee-Club      |

## Uitvoerende musici
- John Garcia - Zang
- Josh Homme - Gitaar
- Scott Reeder - Basgitaar
- Alfredo Hernández - Drum
- Brant Bjork - Drum